# 帝國進行曲
帝國進行曲（The Imperial March）是黑武士（Darth Vader）在電影《星際大戰》的主題曲，是電影配樂史上最有名背景音樂之一，由約翰·威廉斯（John Williams）編寫而成。帝國進行曲第一次出現於星際大戰五部曲：帝國大反擊。

## 相关连结
- 星际大战官方网站 （页面存档备份，存于）
- 星球大战论坛
- 星球大战——STAR WARS
- 星际大战的发源地 （页面存档备份，存于）